# Jajpur

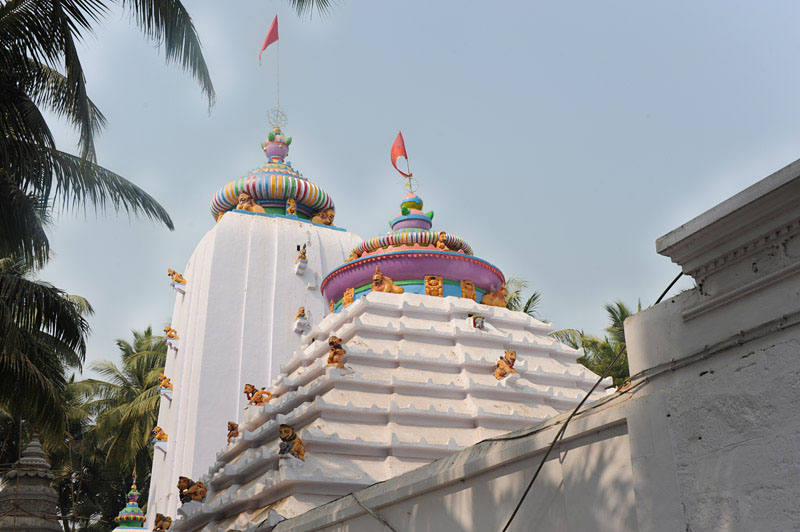
Biraja Temple, eine Sehenswürdigkeit in Jajpur

Jajpur (auch Jajapur) ist die Hauptstadt des gleichnamigen Distrikts im Osten des indischen Bundesstaats Odisha.
Jajpur liegt in der Küstenebene 60 km nordöstlich von Cuttack. Die Stadt liegt am rechten Flussufer des Baitarani.
Jajpur besitzt als Stadt den Status einer Municipality. Die Stadt ist in 17 Wards gegliedert.
Beim Zensus 2011 betrug die Einwohnerzahl 37.458.